# Claude Le Jeune
Pour les articles homonymes, voir Le Jeune.
Répertoire
airs, chansons, motets, psaumes, messe.
Claude Le Jeune, né vers 1525-1530 à Valenciennes et mort en 1600 à Paris, est un compositeur de musique actif en divers lieux du royaume de France et des Pays-Bas espagnols durant la seconde moitié du XVIe siècle. Outre sa forte implication dans la musique protestante, il est l'un des premiers représentants d'un mouvement musical connu sous le nom de musique mesurée et un défenseur de l’air italien.

## Biographie
La vie de Le Jeune est difficile à cerner, tant les informations concrètes dont on dispose sont rares. Beaucoup d’entre elles proviennent des dédicaces de ses éditions. Cette situation contraste avec son œuvre, qui est profus et révèle des évolutions importantes dans la musique de son époque.

### Valenciennes, peut-être l'Italie?
Plusieurs de ses éditions l’annoncent comme natif de Valenciennes (ville qui appartenait alors aux Pays-Bas espagnols), et sa date de naissance peut être estimée entre 1525 et 1530. Toutefois, aucun document n’a été retrouvé qui le lie à une famille valenciennoise. Une hypothèse serait de le lier à une famille « Le Josne » [Le Jonne, Le Joesne] qui, lors des troubles religieux qui ont secoué la ville à partir de 1562, s’est fait remarquer par sa détermination à pratiquer et à soutenir le calvinisme, sa turbulence sociale et dont certains membres furent même punis de bannissement lors de la répression qui s’abat sur la ville en 1568 et 1572, notamment. Il n’y a pas de lien connu, non plus, avec une certaine Marguerite Le Jeune, née en 1529 et enterrée à Valencienne en 1576, épouse d’un bourgeois et marchand de la ville.
Les données familiales restent très minces. Claude avait une sœur Cécile et il était son seul frère. Cécile Le Jeune (qui s’attachera à publier les œuvres restées inédites après sa mort) épousera un certain Mardo et ils auront au moins une fille Judith Mardo et une autre fille prénommée Cécile, morte avant Judith. De Claude, on ne connait jusqu’ici ni épouse, ni descendance.
De fait, rien de la jeunesse de Claude ni de son apprentissage de la musique ne peut être retracé. Tout au plus peut-on supposer que l’une des églises de Valenciennes (l’église Notre-Dame ou l’église Saint-Jean ?) ou d’une ville environnante (Mons ? Soignies ? Cambrai ? Tournai ? Douai ? Lille ?) l’a peut-être accueilli comme enfant de chœur quelques années : la Picardie et le Hainaut étaient riches en maîtrises de solide réputation, riches de tout l’héritage de l’école franco-flamande. On peut voir, dans la publication de sa messe et de quelques motets, des traces de l’enseignement musical classique qu’il a dû recevoir, avec l’importance habituellement attachée aux technique du contrepoint et du cantus-firmus. Peut-être la fin de son éducation se fit-elle dans la mouvance protestante ? Est-il parti jeune de sa ville natale, emportant peut-être avec lui les convictions protestantes que Valenciennes avait abritées très tôt, dès les années 1520 (au point d’être surnommée la « Genève du Nord ») ? Les premières œuvres connues de lui (quatre chansons publiées chez Pierre Phalèse en 1552 avant un silence de douze ans) paraissent à Louvain, ce qui tendrait à montrer qu’il n’est pas allé très loin.
Toutefois, cet espace de douze entre 1552 et 1564 laisserait largement la place à un « voyage d’Italie », si courant chez les musiciens de son époque, tels son compatriote Séverin Cornet ou Paschal de L'Estocart. Cette hypothèse expliquerait naturellement pourquoi l’œuvre de Le Jeune a fait une place significative à la langue italienne dans ses œuvres, avec les 43 pièces italiennes publiées dans ses Meslanges de 1585 ou ceux de 1612, avec l’emploi de formes très usitées là-bas (canzonetta, madrigal, dialogues, échos). De même que l’attrait sensible de Le Jeune pour les théories modales de Zarlino peut être le résultat d’un apprentissage complété en Italie. L’hypothèse d’un voyage italien éclairerait aussi une phrase de Mersenne, qui écrit dans son Harmonie universelle « Et l’on tient que Claudin le Jeune ayant monstré de ses pièces de musique à 5, 6 et 7 voix aux Maistres de Frandre et d’Italie… ». Isabelle His relève que les personnes que Le Jeune fréquentera dans les années 1560 (Charles de Teligny et François de La Noue) auraient pu lui donner l’opportunité d’un voyage en Italie. Mais là encore, rien ne vient prouver la réalité d’un tel voyage, et a fortiori sa date. Le milieu italianisant français était assez riche et actif, durant la Renaissance, pour que Le Jeune ait pu apprendre cette langue sans aller en Italie ; de même, les théories de Zarlino sont publiées dès 1558 et le succès de ses travaux, qui se concrétise par leur présence dans de nombreuses bibliothèques françaises ne nécessitent pas que Le Jeune soit allé en Italie pour en prendre connaissance.

### Dans les années 1560, avec La Noue et Téligny
C’est la dédicace de son édition des Dix pseaumes de 1564 qui donne quelque lumière sur le milieu où Le Jeune évolue alors : l’ouvrage est offert à François de La Noue et à Charles de Téligny, tous deux gentilshommes ordinaires de la Chambre du roi Charles IX, et beaux-frères. Ces nobles protestants se sont illustrés durant les Guerres de religion, et Le Jeune se dit à leur service. Le premier est père d’Odet de La Noue, à qui Le Jeune apprendra les rudiments de la musique, à qui il dédie son recueil de 1585 et qu’il fréquentera jusqu’à la fin de sa vie. Le second épousera en 1571 la fille de l’amiral de Coligny. Le Jeune est donc, assez vite, en relation avec des notabilités de la mouvance protestante, et les œuvres qu’il écrira sur les mélodies du Psautier de Genève rendront plusieurs fois hommage à ce milieu et à ses convictions.
On ignore, toutefois, où il vivait dans les années 1560 ; parmi ses résidences possibles figure le château du Châtelier en Touraine, propriété successive de Louis de Téligny, Charles de Téligny, Honorat de Savoie puis de François de La Noue ; figure aussi le domaine de Montreuil-Bonnin, proche de Poitiers, propriété de Marguerite de Téligny puis de son mari François de La Noue, et où Odet de La Noue passe ses premières années. Au-delà, il est bien possible que Le Jeune ait suivi quelque temps ses deux dédicataires dans leurs itinérances : les Guerres de religion obligent à de fréquents déplacements.

### Dans les années 1570: l’Académie de poésie et de musique et Henri de La Tour d’Auvergne
Au début des années 1570, Le Jeune fréquente la nouvelle Académie de poésie et de musique. Après les premiers travaux sur les vers mesurés à l’antique, que l’on situe dans la seconde moitié de la décennie 1560, les lettres patentes qui fondent l’Académie sont déposées en novembre 1570 par le poète Jean-Antoine de Baïf et du chanteur (et compositeur occasionnel) Joachim Thibault de Courville, pour organiser une sorte de pépinière artistique, susciter l’émulation des poètes et des compositeurs sur les nouvelles formes de leur art et organiser des concerts privés réservés à des mécènes et des nobles. Pour Le Jeune, les règlements assez stricts de l’Académie peuvent impliquer qu’il ait résidé à Paris à cette époque. Les années qui vont de 1570 à la mort de Charles IX en 1574 ont été les plus actives de l’Académie, mais son activité (ou au moins son influence), se détecte jusqu’au début des années 1580, par la persistance des liens noués entre les artistes et leur collaboration à des événements importants.
Plusieurs documents révèlent que Le Jeune a été très tôt associé à cette académie. Il y a côtoyé d’autres compositeurs, tels Jacques Mauduit, Girard de Beaulieu ou Nicolas de La Grotte ; il a été proche de Baïf, peut-être hébergé chez lui à Paris, et les deux artistes ont étroitement collaboré, comme l’explique l’avis au lecteur du Printemps de 1603. Sa collaboration avec ce milieu pourrait avoir trouvé son épilogue dans une participation éventuelle à l’une ou l’autre des fêtes célébrées pour le mariage du duc de Joyeuse, à l’occasion duquel le fameux Ballet comique de la reine a été monté. C’est ce que laisse supposer un paiement considérable de 1800 livres, touché conjointement avec Nicolas de La Grotte, en janvier 1582.
La production musicale de Le Jeune en musique « mesurée à l'antique » se détecte dans les deux recueils collectifs d’airs publiés en 1583 et en 1585 (avec une vingtaine d’airs non annoncés comme tels), mais elle tient surtout dans les recueils suivants (presque tous posthumes) : les Airs de 1594 (qui reprennent les précédents), le Printemps de 1603, les Pseaumes en vers mesurez de 1606 et les deux livres des Airs de 1608. Lié aux activités de l’Académie dans les années 1570, ce répertoire est donc publié avec une trentaine d’années de retard (mais les règlements de l’Académie interdisaient que le compositeur publie ses airs de sa propre initiative). Il faut souligner que le procédé a été utilisé tant pour la musique profane que pour la musique spirituelle ; il déborde également sur la musique sacrée où plusieurs motets révèlent un traitement rythmique du texte très élaboré, de même pour sa musique italienne. Au-delà des formes et des langues, la sensibilité de Le Jeune aux questions rythmiques - comme aux questions modales - apparaît avoir été constante, ces deux points constituant des caractéristiques fortes de sa production.
Au milieu des années 1570, ou environ, plusieurs indices montrent que Le Jeune a été un familier de la maison de Henri de La Tour d’Auvergne, vicomte de Turenne, plus tard duc de Bouillon. Les dédicaces qu’il lui offrent (celle de son Dodécacorde de 1598, puis celle des Cent cinquante pseaumes de 1601 ; celle des Pseaumes de 1608 est offerte à son épouse Elisabeth de Nassau) témoignent d’une grande proximité, mais celle-ci remonte bien à la décennie 1570. La composition du Dodécacorde pourrait dater de cette époque et elle a pu être faite dans l’entourage du vicomte, alors très entouré par deux douzaines de gentilshommes cultivés se distrayant tous à « tirer des armes, danser peu » et à discuter de sujets sérieux. Le vicomte fait profession de la religion réformée vers 1575-1576 et sa maison abrite aussi un ministre, qui anime « une église formée entre mes domestiques », au sein de laquelle le Dodécacorde  aurait pu être essayé. C’est sans doute pour cette petite communauté, également, que Le Jeune a composé ses Cent cinquante pseaumes à 4 et 5 parties.
Un épisode intervenu en juin 1574, durant lequel le vicomte envoie un groupe de ses gentilshommes à la rencontre d’un commissaire du roi, cite à deux reprises un certain « Le Jeune ». Est-ce notre musicien ? Peut-être, sachant que les musiciens au service d’un notable pouvaient être employés à d’autres tâches que la musique elle-même (serviteur, espion, courrier…). À cette époque, également, le poète Jacques de Constans est accueilli dans l’entourage du vicomte ; il sera dédicataire des Octonaires parus en 1606, avec un texte qui souligne la proximité du musicien et du poète.

### Dans les années 1580, avec le duc d’Anjou et la famille de Guillaume d’Orange
C’est le privilège obtenu par Le Jeune à Paris le 28 janvier 1582 pour la publication de ses Meslanges (parus seulement en 1585 chez Christophe Plantin) qui précise qu’il était alors maître de la musique de François de France (1555-1584), duc d’Anjou (frère du roi Henri III). La date de son entrée à son service reste inconnue, mais il est probable qu’elle date des années 1579 ou 1580. En effet, le duc d’Anjou séjourne en Gascogne autour de la cour de Nérac de la fin de septembre 1580 au début de mai 1581, fréquente Henri de Navarre (futur Henri IV), et prépare son voyage en Flandres. La cour de Nérac, animée par Marguerite de Valois et son mari Henri de Navarre, rassemble des lettrés, des artistes et des musiciens (parmi lesquels Guillaume de Salluste Du Bartas, Guy du Faur de Pibrac, Jacques de Constans ou Théodore Agrippa d’Aubigné, avec certains desquels Le Jeune aura plus tard des échanges artistiques) ; les membres des deux partis religieux y vivent en bonne entente. On peut faire l’hypothèse que Le Jeune a suivi le duc d’Anjou en Gascogne au début des années 1580 et qu’il y a rencontré Henri de Navarre, qui est alors à la tête du parti protestant. Un texte d’Agrippa d’Aubigné paru en 1601 mentionne que Le Jeune avait eu l’occasion d’entendre les musiciens de Catherine de Bourbon, sœur de Henri III, qui fréquentait alors cette cour, de même que le vicomte de Turenne, ancien patron de Le Jeune. L’existence de deux chansons en dialecte gascon écrites par Le Jeune vient renforcer cette hypothèse puisqu’elles auraient pu être composées à cette époque.
Étant au duc d’Anjou, Le Jeune devait suivre ordinairement la cour de ce seigneur, toutefois il semble qu’il ne l’ait pas immédiatement suivi lors du voyage que celui-ci entreprend en septembre 1581 vers les côtes anglaises, Londres, enfin Flessingue, Middelbourg et Anvers, où il entre le 19 février avec sa maison. Deux minutes notariales signées à Paris le 25 janvier 1582 prouvent que Le Jeune était à Paris à ce moment (il obtient son privilège de compositeur trois jours plus tard) mais qu’il se prépare à partir. On peut supposer qu’il a rejoint son maître à Anvers dans les semaines qui suivent.
À Anvers, François d’Anjou et Guillaume d’Orange travaillent à contrer les menées espagnoles, mûs à la fois par une communauté d’intérêts et par une défiance mutuelle… Le 17 janvier 1583, la tentative de prise d’Anvers par les troupes du duc d’Anjou échoue et celui-ci doit se retirer vers Berchem, Vilvoorde et Dendermonde avec de reprendre contact avec Guillaume d’Orange. Cet épisode a sans doute convaincu Le Jeune de passer de la maison du duc à celle de Guillaume d’Orange, qui réside à Anvers avec sa famille (d’autant que celui-ci se remarie en avril 1583 avec Louise de Coligny, veuve de Charles de Téligny, ce qui permet à Le Jeune de renouer avec le milieu de ses anciens patrons). C’est à ce moment, probablement, que Le Jeune apprend les rudiments de la musique à Louise de Nassau, fille aînée de Guillaume d’Orange. Les dédicaces du Premier livre de pseaumes à trois parties (1602) à Louise de Nassau et du Second livre  (1608) à sa sœur Elisabeth de Nassau apparaissent être des tributs posthumes à la protection de Guillaume d’Orange envers Le Jeune, exprimés par l’intermédiaire de ses filles. La mort du duc d’Anjou à Château-Thierry en juin 1584 et celle de Guillaume d’Orange, assassiné à Delft le 10 juillet 1584, laissent probablement le musicien quelque peu désemparé, mais la parution de ses Meslanges à Anvers en 1585 lui procure sans doute quelque satisfaction ; c’est la seconde monographie parue sous son nom, après les Dix pseaumes de 1564. Le privilège de cette édition mentionne Henri III et le duc d’Anjou comme commanditaires des œuvres ici publiées et l’analyse de quelques motets montre qu’ils ont pu être écrits pour Henri III et l’ordre du Saint-Esprit . La réédition de ce volume à Paris en 1586 et 1587 donne une visibilité accrue à son travail.
Turenne se marie avec Charlotte de La Marck en novembre 1591 et prend le titre de duc de Bouillon, prince de Sedan. Sa femme meurt en mai 1594 et il se remarie en 1595 avec Elisabeth de Nassau, fille du prince d’Orange. Le couple fait de Sedan sa résidence principale, et y entretient une cour brillante (où la danse et le théâtre sont toutefois bannis). Le duc appréciait beaucoup la musique et organise des concerts (Le Jeune ne sera pas le seul à lui dédier des œuvres : Paschal de L'Estocart le fait également en 1610 pour ses Meslanges. Les dédicaces de Le Jeune au duc de Bouillon et à son épouse Elisabeth de Nassau (en 1598, 1601 et 1608) montrent que Le Jeune a eu avec eux des relations durables et qu’il a probablement joui de leur protection.

### Dans les années 1590, avec Henri IV, entre La Rochelle et Paris
Peu après l’assassinat d’Henri III en août 1589, Le Jeune se trouve à Paris. Il s’y trouve notamment au moment du siège de Paris par les troupes d’Henry IV et de ses capitaines et, trouvé en possession de documents favorables à la religion réformée, notamment une Confession de foy signée de sa main, est pris à partie par les soldats du parti catholique et emprisonné alors qu’il cherche à fuir Paris par la porte Saint-Denis. Il est sauvé par l’entremise de Jacques Mauduit, qui réussit à le faire libérer et éviter que la copie du Dodécacorde et d’autres manucrits non publiés soient jetés au feu. Les années qui suivent sont encore floues dans la vie de Le Jeune mais deux faits majeurs doivent être relevés.
Tout d’abord, il est nommé « Maître compositeur ordinaire de la musique de la Chambre du roi », à une date estimée entre 1594 et 1596, signe patent qu’il continue à fréquenter l’entourage du roi (d’autant que la Musique du roi a été reconstituée en 1590). Ce poste n’existait pas avant lui (mais il existait pour la Chapelle du roi) et semble donc avoir été créé à son intention. Le Jeune avait déjà entre 65 et 70 ans ; il y côtoie notamment Claude Balifre et Pierre Guédron. Mais l'exercice concret de cette charge pose problème : à cette époque il est plutôt établi à La Rochelle et dans les environs : il est désigné comme habitant La Rochelle dans le privilège en néerlandais du 14 avril 1598 qui figure dans l’édition du Dodécacorde. Si aucune trace de sa présence n’a été retrouvée dans les archives rochelaises, il apparaît avec que les pièces liminaires de ses œuvres publiées en 1598 et après sa mort mentionnent les noms de plusieurs protecteurs établis dans les environs : Agrippa d’Aubigné (à Maillezais), son fils Constant d’Aubigné dont Le Jeune est probablement précepteur, Jacques de Constans (à Marans) et son ami Odet de La Noue, fils de François de La Noue déjà cité, Nicolas Rapin (à Terre-Neuve près de Fontenay-le-Comte en Vendée), enfin Paul Yvon, amateur de musique, mathématicien amateur et échevin de La Rochelle.
La Rochelle était alors une place protestante très sûre, refuge de nombreux lettrés et de plusieurs imprimeurs dévoués à la cause protestante, et notamment de Pierre Haultin puis de son neveu Jérôme Haultin, qui édite le Dodécacorde de 1598. De nombreux auteurs et poètes protestants sont diffusés par leurs presses, parmi lesquels Antoine de Chandieu, Simon Goulart ou Guillaume de Saluste Du Bartas.
Peut-être Le Jeune fit-il à la fin de sa vie des allers-retours entre La Rochelle et Paris (il devait, en principe, suivre la cour de Henri IV...). Deux actes notariés le situent à Paris le 27 mai et le 20 juin 1600 ; toujours est-il que c’est à Paris qu’il est enterré le 26 septembre 1600, au cimetière protestant de la Trinité.

### Des publications surtout posthumes
Au moment de sa mort, Le Jeune n’avait publié qu’une faible partie de sa musique. Seuls quatre monographies sont parues sous son nom :
- Dix pseaumes de David… à quatre parties en forme de motets (Paris, 1564) ;
- Livre de Mélanges (Anvers, 1585, rééd. Paris, 1586 et 1587) ;
- Airs mis en musique à quatre et cinq parties (Paris, 1594) ;
- Dodecacorde contenant douze pseaumes de David mis en musique selon l’ordre des douze modes, 2-7 voix (La Rochelle, 1598).

À quoi s’ajoutent des pièces éparpillées dans une douzaine de recueils collectifs depuis 1552.
Sa sœur Cécile Le Jeune se chargera de publier le reste chez Pierre I Ballard, suivant un plan de publication très régulier qui semble avoir été établi entre elle et l’imprimeur suivant une dizaine d’années (les rééditions ne sont pas mentionnées ici, mais plus bas) :
- Les Cent cinquante pseaumes de Davis mis en musique à quatre parties (Paris, 1601) ;
- Cinquante pseaumes de David à 3 parties, livre I (Paris, 1602) ;
- Le Printemps (Paris, 1603) ;
- Pseaumes en vers mesurez, 2-8 voix (Paris, 1606) ;
- Octonaires de la vanité et inconstance du monde, 3-4 parties (Paris, 1606) ;
- Missa Ad placitum (Paris, 1607) ;
- Airs, 3-6 parties, [livre I]  (Paris, 1608) ;
- Airs, 3-6 parties, livre II (Paris, 1608) ;
- Cinquante pseaumes de David à 3 parties, livre II (Paris, 1608) ;
- Cinquante pseaumes de David à 3 parties, livre III (Paris, 1610) ;
- Second livre des Meslanges (Paris, 1612).

mais sa musique disparaîtra presque complètement des recueils collectifs. En revanche, plusieurs de ces volumes seront réédités, et notamment son cycle de psaumes à 4 parties, tant en France qu’à l’étranger. Sa musique (tant profane que spirituelle) réapparaît aussi dans neuf tablatures publiées dans le Nord (Anvers, Utrecht, Leyde, Amsterdam), chiffre plutôt faible mais dont la cohérence géographique est frappante.
Cet apparent dédain de Le Jeune pour publier sa musique ne lui est pas spécifique : on observe la même chose avec son contemporain Eustache Du Caurroy. Cécile Le Jeune et plus tard sa fille Judith Mardo feront précéder chacun de ces volumes de dédicaces qui renseignent – tardivement - sur les fréquentations de leur frère et oncle au moment de la composition de ces œuvres, et certaines apparaissent être des hommages tardifs à des notables qui l’ont protégé.

### Réception
Même si la vie de Le Jeune est en grande partie mal documentée et ses éditions sont essentiellement posthumes, la qualité et la quantité de ses œuvres n’ont pas échappé à la postérité. Le plan de publication accordé entre Cécile Le Jeune et Pierre I Ballard (voir ci-dessus), tout d’abord, est bien le signe que le directeur du principal atelier français d’édition musicale accordait de l’importance à cet œuvre. La présence au début de ses éditions de nombreuses pièces liminaires provenant de tout un cénacle de lettrés indique également   
la réputation qu'il a eue de son temps, et même après sa mort (il est cité quinze fois dans l'Harmonie universelle de Marin Mersenne).
C’est surtout son harmonisation des psaumes à 4 voix, parue en 1601, qui subit le plus grand nombre de rééditions, tant à Paris qu’en Suisse et dans les Anciens Pays-Bas. Le fait que sa musique soit réutilisée sur les traductions allemande, néerlandaise et romanche des psaumes de David est un signe patent de son appropriation pérenne par les communautés protestantes étrangères. Ce destin est d’ailleurs partagé avec l’harmonisation de Claude Goudimel, elle aussi souvent rééditée.
Plus près de nous, on constate que c’est à Claude Le Jeune que le musicologue Henry Expert a consacré les premiers volumes de sa collection des Maîtres musiciens de la Renaissance française : le Dodécacorde (non terminé), le Printemps en 1900-1901, le Livre de Meslanges en 1903, non terminé), les Pseaumes en vers mesurez en 1906. Son travail reprend avec les Octonaires en 1924 et 1928
Enfin, à la suite Vincent d’Indy qui en parle dans son Cours de composition, le compositeur Olivier Messiaen s’est souvent référé à Le Jeune (notamment son Printemps), à propos de la rythmique, qui est comparée aux rythmes grecs ou hindous. Il lui rend en hommage en 1948, en composant ses Cinq rechants, dont la structure se réclame de celle du Printemps.

## Œuvre[21]

### Musique sacrée

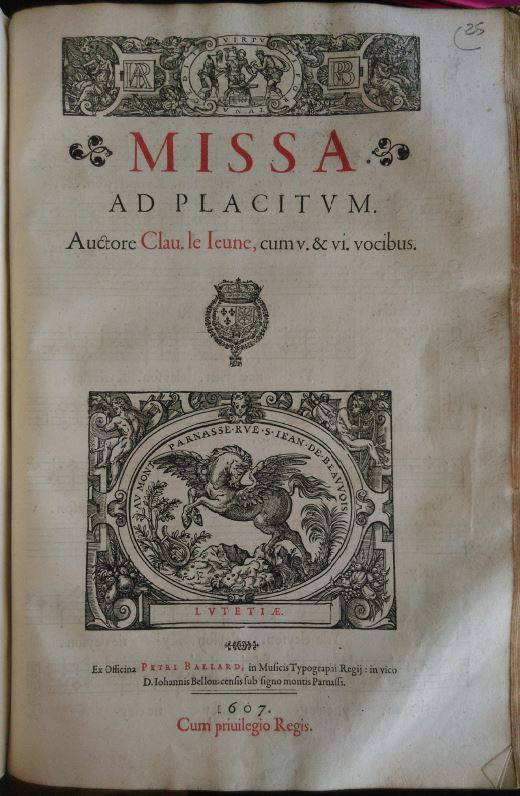
Claude Le Jeune - Missa Ad placitum (Paris, P. Ballard, 1607). Paris Inst. Cath.

- Missa ad placitum, auctore Clau. Le Jeune, cum V et VI vocibus. – Paris, Pierre I Ballard, 1607. Livre de chœur 2°, 22 f. RISM L 1695, Guillo 2003 n° 1607-G.

Les motets de Le Jeune sont publiés dans les recueils collectifs suivants :
- Modulorum ternis vocibus diversis auctoribus decantatorum, volumen primum. – Paris, Adrian Le Roy et Robert Ballard, 1565. 3 vol. 4° obl., RISM 15652, Lesure 1955 n° 98.

Contient le motet Nigra sum sed formosa.
- Livre de Melanges (1585) (voir plus bas).

Contient 7 motets à la fin du volume.
- Second livre des Meslanges (1612) (voir plus bas).

Contient 4 motets à la fin du volume.

### Musique spirituelle
- Dix pseaumes de David, nouvellement composez à quatre parties en forme de motets. Avec un dialogue à scept, par Claudin Le Jeune. – Paris, Adrian Le Roy et Robert Ballard, 1564. 4 vol. 4° obl., RISM L 1672, Lesure 1955 n° 85.

Dédicace de Le Jeune à François de La Noue et à Charles de Téligny. Réédité en 1580 : RISM L 1673, Lesure 1955 n° 237, sans la dédicace et avec un psaume en moins.
- Dodécacorde contenant douze pseaumes de David, mis en musique selon les douze modes, approuvez des meilleurs autheurs anciens et modernes, à 2, 3, 4, 5, 6 et 7 voix, par Claud. Le Jeune, compositeur de la musique de la Chambre du roy. – La Rochelle, Jérôme Haultin, 1598. 6 vol. 4° obl., RISM L 1679, Desgraves 1960 n° 172-177.

Dédicace à Henri de la Tour d’Auvergne, duc de Bouillon et vicomte de Turenne, et nombreuses autres pièces liminaires. Privilège de compositeur donné à Meaux, 8 septembre 1596, et du 14 avril 1598 pour les Anciens Pays-Bas. Outre les psaumes 138, 35, 45, 23, 102, 51, 124, 60, 46, 76, 72 et 110, contient au début le canon à 4 voix sur une Chantez en exultation. Édition moderne par Anna Harrington Heider, Madison, A-R editions, 1989 (Recent researches in the Music of the Renaissance, 74-76).
Réédité en 1618 par Pierre I Ballard avec les mêmes pièces liminaires : RISM L 1680, Guillo 2003 n° 1618-E.
... sous lesquels ont été mis des paroles morales, avec un avis au lecteur de Pierre Ballard. – Paris, Pierre I Ballard, 1618. RISM L 1680 (qui n’a pas distingué les deux éditions), Guillo 2003 n° 1618-F. Ici les psaumes originaux ont fait place à des contrafacta catholiques.

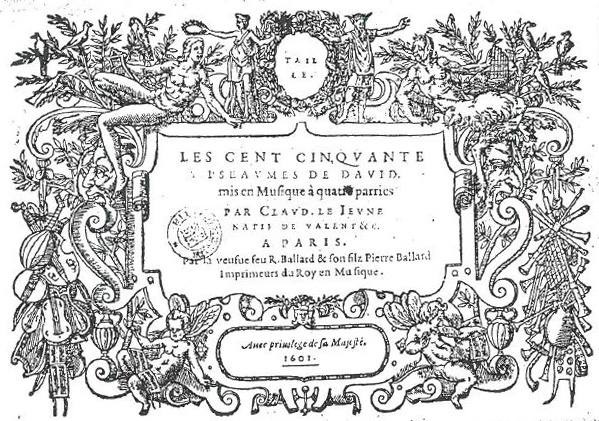
Claude Le Jeune - Psaumes à 4 parties (Paris, P. Ballard, 1601). Paris BPF.

- Les Cent cinquante pseaumes de David, mis en musique à quatre parties par Claud. Le Jeune natif de Valent. etc. – Paris, Veuve de Robert Ballard et Pierre I Ballard, 1601. RISM L 1681, Guillo 2003 n° 1601-D.

Dédicace de Cécile Le Jeune à Henri de La Tour d’Auvergne, duc de Bouillon et vicomte de Turenne, avec d’autres pièces liminaires. Réédition moderne par Anne Harrington Heider, Madison, A-R Editions, 1995 (Recent researches in the music of the Renaissance, 98).
Réédité en 1613 avec les mêmes pièces liminaires : RISM L 1682, Guillo 2003 n° 1613-J.
Réédité à Genève, François Le Febvre, 1617. RISM L 1683, Guillo 1991 p. 461 n° Index 90.
Réédité à Genève, Jean III de Tournes, 1627. RISM L 1684, Guillo 1991 p. 461 n° Index 91.
Réédité à Leyde, Justus Livius, 1635. RISM L 1685.
Réédité en 1650 avec les mêmes pièces liminaires : RISM L 1687, Guillo 2003 n° 1650-E.
Cette harmonisation est reprise avec la traduction des psaumes d’Ambrosius Lobwasser :
- Amsterdam, Ludwig Elzevier, 1646 (RISM L 1686), DKL 164607)
- Bâle, Johann Jacob Genaths (ou : Jacob und Bartholome Gontzenbach), 1659 (DKL 165908.

De même avec la traduction néerlandaise des psaumes :
- Schiedam, Laurens van der Wiel, 1664 (RISM L 1688) et 1665 (RISM L 1689).

Enfin en langue romanche :
- Straeda, Johan N. Janet, 1737.
- Premier livre, contenant cinquante pseaumes de David, mis en musique à III parties par Claud. Le Jeune, natif de Valentienne. – Paris, Veuve de Robert Ballard et Pierre I Ballard, 1602. RISM L 1690, Guillo 2003 n° 1602-B.

Dédicace de Cécile Le Jeune à Louise de Nassau, électrice palatine du Rhin, duchesse de Bavière. Contient les psaumes 1 à 50. Les trois ivres sont édités par Donat Lamothe (Tours : CESR, 2000).
- Second livre, contenant cinquante pseaumes de David, mis en musique à III parties par Claud. Le Jeune, natif de Valentienne, compositeur en musique de la Chambre du roy. – Paris, Pierre I Ballard, 1608. RISM L 1696, Guillo 2003 n° 1608-H.

Dédicace de Cécile Le Jeune à Louise de Nassau, électrice palatine du Rhin, duchesse de Bavière. Contient les psaumes 51 à 100.
- Troisiesme livre des pseaumes de David, mis en musique à III parties par Claud. Le Jeune, natif de Valentienne, compositeur en musique de la Chambre du roy. – Paris, Pierre I Ballard, 1610. RISM L 1699, Guillo 2003 n° 1610-E.

Dédicace de Judith Mardo à Mr. Yvon, échevin de La Rochelle. Contient les psaumes 101 à 150.
- Pseaumes en vers mesurez mis en musique, à 2, 3, 4, 5, 6, 7 et 8 parties. Par Claude Le Jeune, natif de Valentienne, compositeur de la musique de la Chambre du roy. – Paris, Pierre I Ballard, 1606. RISM L 1692, Guillo 2003 n° 1606-G.

Dédicace de Cécile Le Jeune à Odet de La Noue, seigneur dudit lieu et des Châteliers. Contient les psaumes 1-15, 33, 88, 101, 114, 115, 130, 136, la bénédiction du repas, l’action de grâces et le Te Deum.
Édition moderne par Henry Expert (Paris, Alphonse Leduc, 1906).
- Octonaires de la vanité et inconstance du Monde. Mis en musique à 3 et 4 parties, par Claude Le Jeune, natif de Valentienne, compositeur de la musique de la Chambre du roy. – Paris, Pierre I Ballard, 1606. RISM L 1693, Guillo 2003 n° 1606-H.

Dédicace de Cécile Le Jeune à Mr. Constans, gouverneur de l’île et château de Marans. Les octonaires sont groupés par trois, mis en musique à 4, 4 et 3 voix respectivement, et ordonnés suivant les douze modes.
Réédition à Paris, Robert III Ballard, 1641, avec une dédicace au chancelier Séguier. RISM L 1694, Guillo 2003 n° 1641-D.
Édition moderne par Henry Expert (Paris, Alphonse Leduc, 1905).

### Musique profane

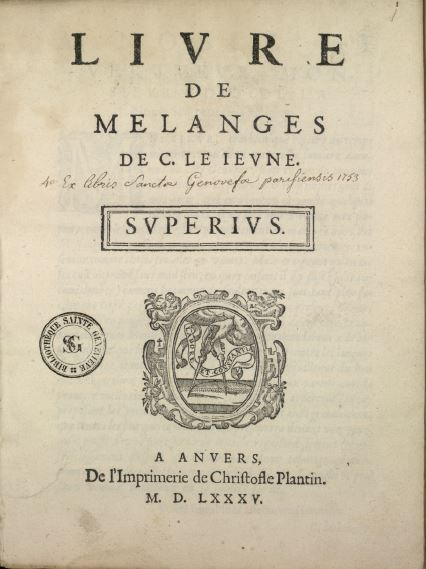
Claude Le Jeune, Livre de Mélanges (Anvers, Plantin, 1585). Paris BSG.

- Livre de Melanges de C. Le Jeune [à 4, 5, 6, 8 et 10 v.]. – Anvers : Christophe Plantin, 1585. 6 vol. 4° obl., RISM L 1674, Stellfeld 1949 n° 9.

Dédicace à Odet de La Noue. Contient 26 chansons françaises, 36 chansons italiennes et 7 motets latins.
Réédité à Paris, Adrian Le Roy et Robert Ballard, 1586. RISM L 1675, Lesure 1955 n° 280.
Réédité à Paris, Adrian Le Roy et Robert Ballard, 1587. RISM L 1676, Lesure 1955 n° 292.
Réédité à Paris, Pierre I Ballard, 1607. RISM L 1677, Guillo 2003 n° 1607-H.
- Airs, mis en musique à quatre et cinq parties, par Cl. Le Jeune. - Paris, Adrian Le Roy et Robert Ballard, 1594. RISM L 1678, Lesure 1955 n° 308.

Contient 34 airs.
- Le Printemps de Claud. Le Jeune, natif de Valentienne, compositeur de la musique de la Chambre du roy. A deux, 3, 4, 5, 6, 7 et 8 parties. – Paris, Veuve de Robert Ballard et Pierre I Ballard, 1603. RISM L 1691, Guillo 2003 n° 1603-B.

Dédicace à Jacques VI et Ier, roi d’Angleterre, d’Écosse et d’Irlande. Contient 39 pièces en musique mesurée.
Édition moderne par Henry Expert (Paris : Alphonse Leduc, 1900-1901).
- Airs à III, IV, V et VI parties par Clau. Le Jeune. – Paris, Pierre I Ballard, 1608. RISM L 1697, Guillo 2003 n° 1608-F.

Dédicace de Cécile Le Jeune à Agrippa d’Aubigné. Contient 68 airs.
- Second livre des airs à III, IV, V et VI parties par Cl. Le Jeune. – Paris, Pierre I Ballard, 1608. RISM L 1698, Guillo 2003 n° 1608-G.

Dédicace de Cécile Le Jeune Gabriel L'Alleman, Lieutenant criminel de la Ville, Prévôté et Vicomté de Paris. Contient 59 airs.
- Second livre des Meslanges. – Paris, Pierre I Ballard, 1612. RISM L 1700, Guillo 2003 n° 1612-F.

Dédicace à Mr de La Planche, seigneur de Mortières, avocat au Parlement de Paris. Contient 38 pièces françaises, 7 pièces italiennes, 4 motets latins et 3 pièces instrumentales.
Par ailleurs, les chansons et les airs de Le Jeune paraissent aussi dans les recueils suivants :
- Second livre des chansons à quatre parties, nouvellement composez et mises en musicque, convenables tant aux instrumentz comme à la voix. – Louvain, Pierre Phalèse, 1552. 4 vol. 4° obl., RISM 155212, Vanhulst 1990 n° 9.

Contient 2 chansons, signées Claudin Le Jeune.
- Tiers livre des chansons à quatre parties, nouvellement composez et mises en musicque, convenables tant au instrumentz comme à la voix. – Louvain, Pierre Phalèse, 1552. 4 vol. 4° obl., RISM 155213, Vanhulst 1990 n° 10.

Contient 2 chansons, signées Claudin Le Jeune.
- Mellange de chansons tant des vieux autheurs que des modernes ; à cinq, six, sept et huit parties. – Paris, Adrian Le Roy et Robert Ballard, 1572. 6 vol. 4° obl., RISM L 15722, Lesure 1955 n° 165.

Contient 7 chansons.
- Livre de meslanges contenant un recueil de chansons à quatre parties, choisy des plus excellens aucteurs de nostre temps, par Jean Castro musicien, mis en ordre convenable suyvant leurs tons.  – Louvain, Pierre Phalèse et Anvers, Jean Bellère, 1575. 4 vol. 4° obl. RISM 15754, Vanhulst 1990 n° 177.
- Vingtuniesme, [Vingtdeuxieme, Vingttroisieme, Vingtquatrieme, Sesieme, Vingtquatrieme, Vingtcinquieme] livre de chansons à quatre [et à cinq] parties… d’Orlande de Lassus et autres [ou : de plusieurs autehurs, ou : d’Orlande de Lassus et Cl. Le Jeune]. – Paris, Adrian Le Roy et Robert Ballard, 1577, 1583, 1583, 1583, 1584, 1585, 1585. 4 ou 5 vol. 8° obl., RISM 15776, 15837, 15838, 15839, 15843, 158513 et 158514, Lesure 1955 n° 207, 263, 264, 265, 269, 274 et 275.

Contiennent respectivement 2, 3, 3, 11, 1, 12 et 9 chansons.

### Sur l’homme, l’œuvre et le contexte
- Louis Desgraves, L’Imprimerie à la Rochelle, 2 : les Haultin (1571-1623). - Genève : Librairie Droz, 1960
- Laurent Guillo. Pierre I Ballard et Robert III Ballard, imprimeurs du roy pour la musique (1599-1673). Sprimont et Versailles : 2003. 2 vol.
- Laurent Guillo, « Les deux recueils de musique de Zuoz/Washington (1580-1643) : à propos de deux témoins de la librairie musicale néerlandaise », Tijdschrift van de Koninklijke Vereeniging voor Nederlandse Muziekgeschiedenis 46/2 (1996), p. 137-152.
- Isabelle Handy, Musiciens au temps des derniers Valois (1547-1589). Paris : Honoré Champion, 2008.
- Isabelle His, Claude Le Jeune  (v. 1530-1600), un compositeur entre Renaissance et Baroque, Arles, Actes Sud, 2000, 512 p.
- Isabelle His, « Les modèles italiens de Claude le Jeune », Revue  de  musicologie, vol. 77, no 1,‎ 1991, p. 25-58
- Isabelle His, « Aspects italianisants  de  l'œuvre  de  Claude  Le  Jeune », dans Regards sur la musique  vocale  de  la  Renaissance italienne (réd. J. Viret), Lyon, Presses universitaires de Strasbourg / À Cœur Joie, 1992, p. 185-229
- Isabelle His, « Claude Le Jeune et le rythme prosodique : la  mutation  des  années  1570 », Revue  de  musicologie, vol. 79, no 2,‎ 1993, p. 201-226
- Isabelle His, « Une  biographie  impossible ? Autour d’une monographie sur Claude Le Jeune (v. 1530-1600) », dans Biographie(s) de musiciens : écriture, usages, enjeux, Paris, Champion, à paraitre
- Henri de La Tour d’Auvergne, Les Mémoires… adressez à son filz le prince de Sedan . Paris, Guignard, 1666.
- François Lesure et Geneviève Thibault, Bibliographie des éditions d'Adrian Le Roy et Robert Ballard (1551-1598). Paris : 1955. Supplément in Revue de Musicologie 40 (1957) p. 166-172.
- Jacques Szpirglas, Dictionnaire des musiciens de la cour d'Henri IV et des maisons princière, Paris, Classiques Garnier, 2019.
- J. A. Steelfeld, Bibliographie des éditions musicales plantiniennes. - Bruxelles : Palais des Académies, 1949.
- Henri Vanhulst, Catalogue des éditions de musique publiées à Louvain par Pierre Phalèse et ses fils (1545-1578), Bruxelles, Palais des Académies, 1990  (ISBN 2-8031-0079-7).

### Sur des œuvres particulières
- Pierre Bonniffet, « La musique mesurée profane de CLaude Le Jeune : des voix et des pas », Claude Le Jeune et son temps en France et dans les États de Savoie, 1530-1600, textes réunis par M.-Th. Bouquet-Boyer et P. Bonniffet, actes du colloque de Chambéry (4-7 novembre 1991), Berne, P. Lang, 1996, p. 46-63.
- Marie-Thérèse Bouquet-Boyer, « Une seconde messe de Claude Le Jeune ? », Claude Le Jeune et son temps en France et dans les États de Savoie, 1530-1600, textes réunis par M.-Th. Bouquet-Boyer et P. Bonniffet, actes du colloque de Chambéry (4-7 novembre 1991), Berne, P. Lang, 1996, p. 1-3.
- Howard M. Brown, « Claude Le Jeune et ses chansons », Claude Le Jeune et son temps en France et dans les États de Savoie, 1530-1600, textes réunis par M.-Th. Bouquet-Boyer et P. Bonniffet, actes du colloque de Chambéry (4-7 novembre 1991), Berne, P. Lang, 1996, p. 35-45.
- Frank Dobbins, « The canzonette of Claude Le Jeune », Claude Le Jeune et son temps en France et dans les États de Savoie, 1530-1600, textes réunis par M.-Th. Bouquet-Boyer et P. Bonniffet, actes du colloque de Chambéry (4-7 novembre 1991), Berne, P. Lang, 1996, p. 93-101.
- Isabelle His, « "Sous lesquels ont esté mises des paroles morales : un cas de contrafactum de psaumes entre 1598 et 1618 », Revue de musicologie 85/2 (1999), p. 189-22.
- Isabelle His, « Le Livre de Melanges de Claude Le Jeune (Anvers, Plantin, 1585) : au cœur du débat modal de la seconde moitié du XVIe siècle », Claude Le Jeune et son temps en France et dans les États de Savoie, 1530-1600, textes réunis par M.-Th. Bouquet-Boyer et P. Bonniffet, actes du colloque de Chambéry (4-7 novembre 1991), Berne, P. Lang, 1996, p. 82-92.
- Donat R. Lamothe, « Claude Le Jeune : les pseaumes en vers mesurés », Claude Le Jeune et son temps en France et dans les États de Savoie, 1530-1600, textes réunis par M.-Th. Bouquet-Boyer et P. Bonniffet, actes du colloque de Chambéry (4-7 novembre 1991), Berne, P. Lang, 1996, p. 64-69.
- Jean-Michel Noailly, « Les harmonisations des psaumes au XVIIe siècle : Claude Goudimel ou Claude Le Jeune ? », Psaume : bulletin de la recherche sur le psautier huguenot 2 (1988), p. 42-50.
- Jean-Michel Noailly, « Claude Le Jeune et le psautier des églises réformées », Claude Le Jeune et son temps en France et dans les États de Savoie, 1530-1600, textes réunis par M.-Th. Bouquet-Boyer et P. Bonniffet, actes du colloque de Chambéry (4-7 novembre 1991), Berne, P. Lang, 1996, p. 70-81.

## Discographie sélective

### Musique sacrée et spirituelle
- Missa ad Placitum. Benedicite Dominum. Tristia obsedit me. Magnificat. Ensemble Clément Janequin, dir. Dominique Visse (HMC 901607).
- Dix Psaumes de David (1564). Ludus modalis, dir. Bruno Boterf. (Ramée 2010).
- Dodécacorde (1598). Ensemble Vocal Sagittarius, dir. Michel Laplénie. (Accord 2003).
- Muze honorons l’illustre et grand Henry dont Dieu nous te loüons (Te Deum tiré des Pseaumes en vers mesurez à l'antique). Les Pages & Les Chantres, dir. Olivier Schneebeli (Alpha 2002).
- Airs et psaumes mesurés à l'antique. Claudine Ansermet soprano, Paolo Cherici au luth (Symphonia).
- Psaumes de la Réforme de Clément Marot et Théodore de Bèze Trio Viva Lux, dir. Houette (SM).

### Musique profane
- Les Trésors de Claude Le Jeune, Extraits du Livre des Meslanges, Huelgas Ensemble, dir. Paul Van Nevel. CD DHM 2013.
- Le Printemps - 12 des 39 chansons, plus deux chansons extraites d'autres recueils, Ensemble Doulce mémoire, Denis Raisin Dadre, 2017 (Printemps des arts de Monte-Carlo).
- Le Printemps – 12 des 39 chansons. Huelgas Ensemble, Paul Van Nevel, (Sony).
- Le Printemps - 39 chansons (2 CD). Ensemble Jacques Feuillie (Arion).
- Meslanges et fantasies pour violes, Ensemble Clément Janequin & Ensemble Les Éléments, 1995 (HMC).
- Octonaires de la vanité et inconstance du monde, 2 CD. Ensemble Jacques Feuillie, 1973 (Arion). Interprétation déjà ancienne.
- Les Saisons. Six Octonaires. La Bataille (Octonaires de la vanité…, 1601), Anne Quentin (Astrée).
- Chansons. Autant qu'emporte le vent, Ensemble Clément Janequin (HM).